# Radmanovac
Radmanovac is een plaats in de gemeente Vojnić in de Kroatische provincie Karlovac. De plaats telt 24 inwoners (2001).